# Massacre de Bouin
Le massacre de Bouin a lieu les 17 et 18 octobre 1793 pendant la guerre de Vendée. Il se déroule après la prise de l'île de Noirmoutier par les Vendéens et la capitulation de la garnison républicaine. Les prisonniers républicains faits par Charette sont ensuite envoyés à île de Bouin et un grand nombre d'entre eux sont massacrés par le chef vendéen local, François Pajot.

## Prélude
Le 12 octobre 1793, le général vendéen François-Athanase Charette de La Contrie prend d'assaut l'île de Noirmoutier en traversant le passage du Gois. La garnison républicaine, commandée par Jean-Conrad Wieland, capitule après un court combat. 
Charette reste trois jours sur l'île, pendant lesquels il met en place une administration royaliste. Le 15 octobre, il quitte Noirmoutier en repassant par le Gois, puis il gagne l'île de Bouin, accompagné d'une partie de ses troupes et des prisonniers républicains. Seul le commandant Wieland reste à Noirmoutier. Charette quitte Bouin le 16 ou le 17 octobre et y laisse les prisonniers sous la garde d'un de ses officiers, François Pajot. 

## Déroulement
Le 17 octobre, François Pajot fait exécuter les prisonniers républicains,. Certaines victimes sont fusillées, d'autres sont tuées à coups de sabre pour économiser la poudre,.
Le soir même, Pajot écrit une lettre à Dubois de La Guignardière, commandant à Noirmoutier, dans laquelle il lui annonce l'exécution des prisonniers patriotes :

« Par ordre de notre brave général jay fait expédier deux cent prisonnier ce soir et je vas faire visite des autres demain pour les expédier mais jay denvis den reserver une dousaine pour voir sy il sont brave et ce ne cesrat que des jeunes gens que je compta reserver ainsy monsieur quant a legard des cytoien que jay icy en prison qui sont habitants de lile de Noirmoutier fait des informations des plus enragés patriotes et nomée me les moy je suis désidée a faire expédier les plus dangeureux pour nous les punir,. »

Présent à Bouin entre la fin du mois d'octobre et la fin du mois de novembre, le royaliste Le Bouvier-Desmortiers écrit dans sa biographie de Charette, publiée en 1809, que Pajot prend le prétexte d'une révolte de prisonniers pour en faire exécuter une partie :

« Quand Charette eut pourvu au gouvernement et à la défense de l'île, il alla à Bouin, emmenant avec lui lęs prisonniers au nombre de 800. Chemin faisant, on fut obligé d'en fusiller quatre qui cherchaient à se sauver et qui ne pouvant y réussir, s'entêtèrent à ne pas marcher. L'armée ne resta que deux jours à Bouin, où les prisonniers furent laissés à la garde de Pajot qui y commandait. Elle alla ensuite camper, une partie à Machecoul et l'autre à Touvoie.
Pajot qui savait que les septembriseurs imaginaient des conspirations dans les prisons pour avoir un prétexte d'égorger les prisonniers, osa commettre les mêmes horreurs sur ceux confiés à sa garde. Ces malheureux entassés dans la prison ne pouvaient ni se coucher ni s'asseoir. Forcés de se tenir debout, ils donnaient quelquefois des coups dans la porte, en se poussant les uns les autres pour changer de place. Il n'en fallut pas davantage. Aux yeux de Pajot ces mouvements intérieurs devinrent une révolte qui mettait la ville en danger. Dans la nuit il fit sortir sans examen, sans choix, une centaine de prisonniers, parmi lesquels il y en avait de 15 à 16 ans, et les fit fusiller. Objet de terreur et d'exécration publique à Bouin, Pajot crut pouvoir se justifier auprès de Charette ; mais le général lui témoigna publiquement l'horreur que lui causait cette barbare exécution, et lui donna les ordres les plus sévères de ne pas commettre à l'avenir de semblables cruautés,. »

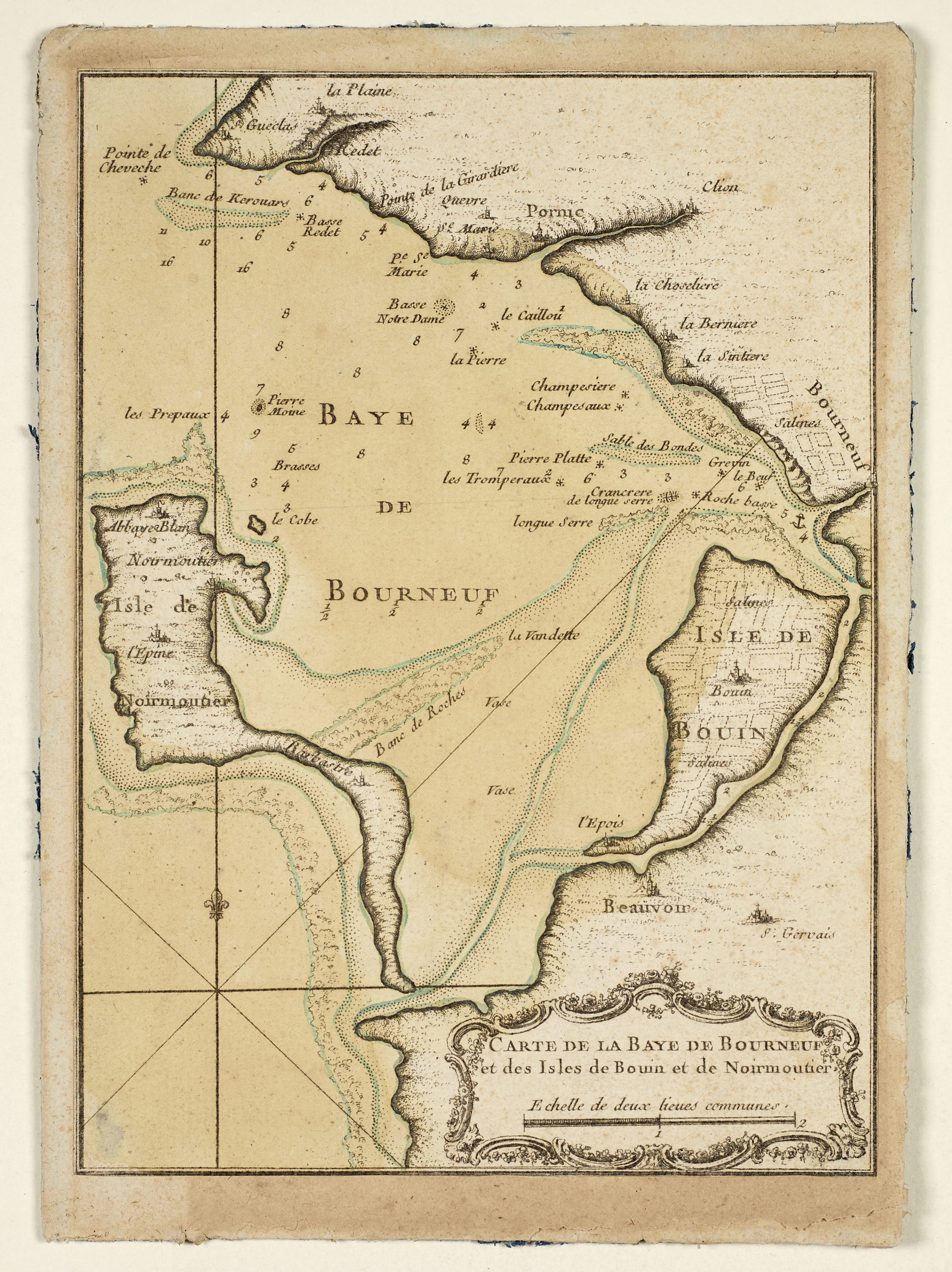
Carte de la baie de Bourgneuf et des îles de Noirmoutier et de Bouin, 1764, musée de Bretagne.

Dans les décennies qui suivent, une controverse oppose les auteurs royalistes et républicains à propos de la responsabilité de Charette. Si Pajot affirme avoir fait exécuter les prisonniers sur l'ordre de son général,, Le Bouvier-Desmortiers affirme que Charette condamna sévèrement ce massacre,. En 1902, un autre auteur royaliste et biographe de Charette, René Bittard des Portes, estime que Pajot a rédigé cette lettre « pour dégager sa responsabilité ». Pour l'historien républicain Charles-Louis Chassin, le massacre est effectué, comme l'indique Pajot, sur l'ordre de Charette. Selon lui, il 
n'y a qu'un petit nombre de survivants : Pajot fait exécuter en premier lieu les 180 volontaires de la Manche, puis les gardes nationaux et les patriotes de Noirmoutier,. En 1998, l'historien Lionel Dumarcet, impute également à Charette la responsabilité des tueries, estimant que le transfert des prisonniers « peut paraître curieux quand on connaît la réputation du commandant de Bouin, François Pajot. [...] C'est donc une véritable condamnation à mort que Charette laissait derrière lui ».
Selon Le Bouvier-Desmortiers, Pajot prend le prétexte d'une révolte de prisonniers pour ordonner le massacre,,. Pour René Bittard des Portes, les Vendéens décident de mettre à mort les soldats du 5e bataillon de volontaires de la Manche en représailles aux massacres d'habitants de Machecoul par les troupes de ce bataillon lors de la prise de la ville par les forces de Beysser en avril 1793. Cette version est démentie par l'historien Lionel Dumarcet qui indique que le 5e bataillon de la Manche n'était pas présent à Machecoul.

## Bilan humain
Le nombre des républicains capturés à Noirmoutier, celui des victimes et celui des survivants ne sont pas connus avec précision et varient selon les sources. Parmi les captifs figurent les soldats de la garnison de Noirmoutier, ainsi que des habitants patriotes de l'île.
La garnison de Noirmoutier comptait 200 hommes en avril 1793. Peu après, le général Beysser avait réclamé 200 hommes supplémentaires pour la renforcer, mais il n'est pas certain que cette demande ait été exécutée. En 1809, Le Bouvier-Desmortiers avance que 800 républicains ont été faits prisonniers par Charette lors de la prise de l'île,. Ce nombre est repris en 1894 par l'historien républicain Charles-Louis Chassin,. En 1902, l'auteur royaliste René Bittard des Portes ne fait état que d'un peu plus de 200 prisonniers, dont 180 chasseurs de la Manche et des canonniers soldés.  
Pour ce qui est du nombre des victimes, Le Bouvier-Desmortiers affirme qu'environ 100 prisonniers sur les 800 détenus à Bouin sont exécutés,. Pajot, dans sa lettre écrite le 17 octobre à Dubois de La Guignardière, déclare avoir « fait expédier » 200 prisonniers le jour même et ajoute qu'il compte faire mettre à mort les autres le lendemain, à la réserve d'une douzaine,. 
Le nombre des rescapés est également mal connu. Le 6 décembre, l'île de Bouin est prise d'assaut par les troupes républicaines de l'adjudant-général Jordy. Celles-ci délivrent ensuite plusieurs centaines de prisonniers patriotes emprisonnés à Bouin par les Vendéens, mais dont le nombre varie encore selon les sources. Dans son rapport, l'adjudant-général Jordy affirme avoir délivré 900 patriotes,,,, ce qui semble exagéré pour les historiens Lionel Dumarcet et Simone Loidreau. Le général Dutruy évoque 700 prisonniers délivrés dans une lettre datée du 7 décembre et les mémoires anonymes d'un administrateur militaire entre 200 et 300. Cette dernière estimation est retenue par Simone Loidreau, tandis que pour l'historien Alain Gérard, les prisonniers délivrés sont au nombre de 127. François-Pierre Blin, capturé lors de la prise de Noirmoutier, figure parmi les rescapés.